# Forkorus Yoboisembut
Forkorus Yoboisembut – papuaski aktywista, działacz na rzecz niepodległości Papui Zachodniej.
Stoi na czele rady zwyczajowej Dewan Adat Papua (DAP). Domagał się międzynarodowego śledztwa w sprawie śmierci Yawana Wayeniego, argumentując, że dochodzenie przed sądem krajowym nie przyniesie satysfakcjonujących rezultatów. Krytykował wspierany przez rząd indonezyjski program mający ułatwiać osadnictwo Jawajczyków na terenach tradycyjnie zamieszkiwanych przez Papuasów. Brał udział w III Papuaskim Kongresie Ludowym w Abepurze (17–19 października 2011). Wybrano go na nim tymczasowym prezydentem symbolicznie proklamowanej Demokratycznej Republiki Papui. 19 października 2011 został aresztowany, następnie zaś oskarżony między innymi o zdradę państwa. Podczas rozpoczętej na początku grudnia 2011 operacji sił indonezyjskich w regencji Paniai zaapelował do rządu amerykańskiego oraz społeczności międzynarodowej, by wpłynęły na jej zakończenie. 30 stycznia 2012 stanął przed sądem. 16 marca 2012 został skazany na trzy lata więzienia.